# Ned Ward
Pour les articles homonymes, voir Edward Ward (homonymie) et Ward.
Ned Ward (Oxfordshire, 1667 – 1731), aussi connu comme Edward Ward, est un écrivain satirique et gérant de pub anglais de la fin du XVIIe siècle et du début du XVIIIe siècle basé à Londres.
Son œuvre la plus célèbre est The London Spy (en), publié en dix-huit parties mensuelles en commençant en novembre 1698 et publiée en un seul volume en 1703. Ward la décrit comme une « enquête complète » sur la scène londonienne.

## Biographie

### Jeunesse et débuts
Ned Ward est né en 1667 à Oxfordshire. Selon Theophilus Cibber, Ward est « un homme de basse lignée, et qui n'a jamais reçu d'éducation régulière, » mais aurait étudié à l'une des écoles de grammaire de Oxfordshire. Ward part à Londres vers 1691. Sa première publication, The Poet's Ramble After Riches, décrit sa pauvreté et ses désillusions de n'avoir point reçu de royalties de ses distiques hudibrastique (en). D'autres proses satiriques sont publiées en 1695, Female Policy Detected, or, The Arts of Designing Woman Laid Open, et en 1698, A Trip to Jamaica. Ce journal de voyage, basé sur le voyage de Ward à Port Royal, en Jamaïque, en 1687, est une satire sur les méthodes de recrutement des colons pour les Amériques. Son succès a mené à la publication de A Trip to New England en 1699.

### Succès littéraire
Ward adapte le format d’A Trip to Jamaica et A Trip to New England à ses expériences londoniennes dans The London Spy, qui est publié de façon mensuelle en dix-huit parties à partir de novembre 1698. Écrit sur le ton autoritaire d'un philosophe qui abandonne ses études à la faveur d'expériences plus réelles, The London Spy établit le nom et le style de Ward dans le monde littéraire et a un tel succès que les écrits de Ward ont été vendus et publicités avec comme phrase d'accroche « par l'auteur de The London Spy » pendant plus d'une décennie. Cet ouvrage a été suivi de plus d'une centaine de satires en prose et en vers, dont les cibles principales étaient les tenants de pubs, les ministres dissidents, les avocats et les libraires. Il publie certains de ses travaux dans des journaux tels que The Weekly Comedy, as it is Dayly Acted at most Coffee-Houses in London en 1699.

### Vie politique
Ward est impliqué dans des controverses politiques depuis le début des années 1698. « Conservateur de la Haute Église », il lance plusieurs attaques contre la modération et le conformisme de la Basse Église, dont la première est Ecclesia et factio (1698). Sa publication politique la plus connue est Hudibras Redivivus, publiée en vingt-quatre partie mensuelles entre 1705 et 1707 : elle s'alimente des difficultés politiques de son époque. Après la mort du roi Charles Ier, son autobiographie posthume Eikon Basilike est publiée pour défendre son action et la royauté. Sa paternité est contestée dans les années 1690, mais Thomas Wagstaffe la défend et remet question l'intégrité de John Milton, qui a rédigé sous l'impulsion du Parlement d'Angleterre une réponse à l'Eikon Basilike. Cela est devenu un lieu commun de la propagande jacobite, et Ned Ward l'a beaucoup exploité.
En état d'arrestation de février à juin 1706, Ward est accusé de diffamation séditieuse pour avoir accusé la reine d'avoir échoué à soutenir les Conservateurs au Parlement, et est condamné au pilori.

### Vie de gérant de pub
Ward est aussi le gérant du pub King's Head Tavern, qui jouxte la Gray's Inn à Londres, à partir de 1699. En 1712, Ward ouvre un bar à bière près de Clerkenwell Green. Sous le règne du roi George Ier (de 1714 à 1727), sa production littéraire diminue. Ses écrits de cette époque se concentrent sur des expériences locales et personnelles, en particulier dans The Merry Travellers (1712), où il s'inspire de ses propres clients.
De 1717 à environ 1730, Ward gère la Bacchus Tavern à Moorfields. À cette époque, les écrits de Ward continuent à gagner en popularité et sont diffusés dans les Amériques, malgré Cotton Mather, ministre puritain de Nouvelle Angleterre très influent socialement et politiquement et auteur et pamphlétaire, qui en 1726 a appelé à se méfier de « telles pestilences ».
Géographiquement proche de Grub Street, Moorfields offre à Ward une proximité de son lectorat, devenant une cible naturelle d'Alexander Pope.
Entre fin 1729 et fin 1730, Ward quitte la taverne Bacchus et s'établit au British Coffee House (en) à Fullwood's Rents, près de Gray's Inn.

### Mort
Ned Ward meurt le 20 juin 1731 et est enterré le 27 dans le jardin de l'église St Pancras Old Church, dans le nord de Londres. Sa tombe est perdue et il n'est pas listé dans le Burdett-Coutts Memorial Sundial, mémorial des tombes perdues importantes. Sa nécrologie dans le Abbleby's Journal du 28 septembre 1731 publie le nom de ses femme et enfants, mais il n'y a aucune trace de son mariage.

## Œuvre

### Journaux de voyage
Ward s'est basé sur ses propres expériences à Port Royal pour développer le « format de voyage », un format qu'il continue à utiliser la première décennie de sa notoriété. Ward a voyagé en Jamaïque dans l'espoir d'échapper à la pauvreté dans laquelle il vivait à Londres, mais il ne trouve rien de plus encourageant dans le Nouveau Monde que dans l'ancien. Cela l'emmène à écrire une attaque acerbe, non seulement en direction du Nouveau Monde, mais aussi des auteurs qui ont décrit le Nouveau Monde de façon dithyrambique. Ward utilise d'abord ce type de journal de voyage satirique à propos de la Jamaïque, puis à propos de la Nouvelle-Angleterre (qu'il n'a pas visitée), et de Londres, Bath et Stourbridge.

### Satires
Dans The London Spy (en), Ward présente les aspects les plus marginaux de la vie londonienne en utilisant des descriptions graphiques, des comparaisons osées et des croquis de personnages. Quelques-unes de ces satires ont été développées davantage dans des journaux, permettant un commentaire plus ample sur certains vices humains individuels que Ward expérimentait de première main, en particulier dans ses propres tavernes londoniennes.

### Liste de ses ouvrages
- The Poet's Ramble After Riches (1691)
- Female Policy Detected, or, The Arts of a Designing Woman Laid Open (1695)
- A Trip to Jamaica (1698)[7]
- A Trip to New-England (1699)
- The London Spy (1698)
- Sot's Paradise (1698)
- Ecclesia et factio (1698)
- The World Bewitched (1699)
- A Trip to Islington (1699)
- A Trip to Sadler's Wells (1699)
- The Weekly Comedy, as it is Dayly Acted at most Coffee-Houses in London (1699 ; retravaillé puis publié sous le titre The Humours of a Coffee-House en 1707)
- A Trip to Bath (1700)
- A Trip to Stourbridge (1700)
- A Journey to Hell (1700–1705)
- The Dissenting Hypocrite (1704)
- Honesty in Distress but Relieved by No Party (1705)
- Hubibras Redivivus (en douze parties mensuelles, 1705–1707)
- The Wooden World Dissected (1706 ; il s'en prend ici à la Royal Navy)
- The Diverting Muse (1707)
- The London Terraefilius (1707)
- Mars Stript of his Armour (1708)
- The Secret History of Clubs (1709 ; réédité sous le titre Satyrical Reflections on Clubs ; contient l'une des premières descriptions de clubs homosexuels de Londres)
- Nuptial Dialogues and Debates (1710)
- Vulgus Britannicus, or, The British Hudibras (1710)
- Don Quixote (1711–1712)
- The Merry Travellers (1712)
- History of the Grand Rebellion (1713–1715)
- The Hudibrastick Brewer (1714)
- A Vade Mecum for Malt-Worms (1715)
- The Delights of the Bottle (1720)
- The Parish Guttlers (1722)
- The Prisoner's Opera (1730)

La popularité de Ward décline après sa mort, même si The London Spy est republié sous forme de séries par plusieurs journaux provinciaux ou londoniens dans les années 1730. En 1966, Hunter Davies (en) publie un ouvrage qui reprend le titre : The New London Spy.